# Patrick Bezerra do Nascimento
Patrick Bezerra do Nascimento (Río de Janeiro, Brasil, 29 de julio de 1992), conocido solo como Patrick, es un futbolista brasileño. Juega de centrocampista y su equipo es el Santos F. C. de la Serie B de Brasil.

## Estadísticas
Actualizado al último partido disputado el 29 de agosto de 2020.
| Club | Div.          | Temporada     | Liga  | Liga  | Estatal | Estatal | Copas nacionales(1) | Copas nacionales(1) | Copas internacionales(2) | Copas internacionales(2) | Total | Total |
| Club | Div.          | Temporada     | Part. | Goles | Part.   | Goles   | Part.               | Goles               | Part.                    | Goles                    | Part. | Goles |
| --- | ------------- | ------------- | ----- | ----- | ------- | ------- | ------------------- | ------------------- | ------------------------ | ------------------------ | ----- | ----- |
| Operário Ferroviário E. C. · Brasil                                                                     | 4.ª           | 2011          | 2     | 0     | 0       | 0       | -                   | -                   | -                        | -                        | 2     | 0     |
| Operário Ferroviário E. C. · Brasil                                                                     | 4.ª           | 2012          | -     | -     | 16      | 0       | 1                   | 0                   | -                        | -                        | 17    | 0     |
| Operário Ferroviário E. C. · Brasil                                                                     | 4.ª           | 2013          | -     | -     | 18      | 1       | -                   | -                   | -                        | -                        | 18    | 1     |
| Operário Ferroviário E. C. · Brasil                                                                     | Total club    | Total club    | 2     | 0     | 34      | 1       | 1                   | 0                   | 0                        | 0                        | 37    | 1     |
| Marcílio Dias · Brasil                                                                                  | 4.ª           | 2013          | 8     | 0     | 0       | 0       | -                   | -                   | -                        | -                        | 8     | 0     |
| Marcílio Dias · Brasil                                                                                  | Total club    | Total club    | 8     | 0     | 0       | 0       | 0                   | 0                   | 0                        | 0                        | 8     | 0     |
| Caxias do Sul · Brasil                                                                                  | 3.ª           | 2013          | 3     | 0     | 0       | 0       | -                   | -                   | -                        | -                        | 3     | 0     |
| Comercial F. C. · Brasil                                                                                | SP            | 2014          | -     | -     | 12      | 1       | -                   | -                   | -                        | -                        | 12    | 1     |
| Comercial F. C. · Brasil                                                                                | Total club    | Total club    | 0     | 0     | 12      | 1       | 0                   | 0                   | 0                        | 0                        | 12    | 1     |
| Caxias do Sul · Brasil                                                                                  | 3.ª           | 2015          | -     | -     | 12      | 1       | 1                   | 0                   | -                        | -                        | 13    | 1     |
| Caxias do Sul · Brasil                                                                                  | Total club    | Total club    | 3     | 0     | 12      | 1       | 1                   | 0                   | 0                        | 0                        | 16    | 1     |
| Goiás E. C. · Brasil                                                                                    | 1.ª           | 2015          | 31    | 0     | -       | -       | -                   | -                   | 1                        | 0                        | 32    | 0     |
| Goiás E. C. · Brasil                                                                                    | 2.ª           | 2016          | 23    | 1     | 17      | 2       | 2                   | 0                   | -                        | -                        | 42    | 3     |
| Goiás E. C. · Brasil                                                                                    | 2.ª           | 2017          | 3     | 0     | 14      | 1       | 5                   | 1                   | -                        | -                        | 22    | 2     |
| Goiás E. C. · Brasil                                                                                    | Total club    | Total club    | 57    | 1     | 31      | 3       | 7                   | 1                   | 1                        | 0                        | 96    | 5     |
| Sport Recife · Brasil                                                                                   | 1.ª           | 2017          | 32    | 3     | -       | -       | -                   | -                   | 6                        | 0                        | 38    | 3     |
| Sport Recife · Brasil                                                                                   | Total club    | Total club    | 32    | 3     | 0       | 0       | 0                   | 0                   | 6                        | 0                        | 38    | 3     |
| S. C. Internacional · Brasil                                                                            | 1.ª           | 2018          | 36    | 5     | 9       | 1       | 6                   | 2                   | -                        | -                        | 51    | 8     |
| S. C. Internacional · Brasil                                                                            | 1.ª           | 2019          | 24    | 2     | 8       | 1       | 6                   | 1                   | 10                       | 1                        | 48    | 5     |
| S. C. Internacional · Brasil                                                                            | 1.ª           | 2020          | 6     | 0     | 10      | 2       | 0                   | 0                   | 2                        | 0                        | 18    | 2     |
| S. C. Internacional · Brasil                                                                            | Total club    | Total club    | 66    | 7     | 27      | 4       | 12                  | 3                   | 12                       | 1                        | 117   | 15    |
| Total carrera                                                                                           | Total carrera | Total carrera | 168   | 11    | 116     | 10      | 21                  | 4                   | 19                       | 1                        | 324   | 26    |
| (1) Incluye datos de la Copa de Brasil (2) Incluye datos de la Copa Sudamericana y la Copa Libertadores |               |               |       |       |         |         |                     |                     |                          |                          |       |       |

## Palmarés

### Títulos estatales
| Título                  | Club             | Estado       | Año  |
| ----------------------- | ---------------- | ------------ | ---- |
| Campeonato Goiano       | Goiás E. C.      | Goiás        | 2015 |
| Campeonato Goiano       | Goiás E. C.      | Goiás        | 2016 |
| Campeonato Goiano       | Goiás E. C.      | Goiás        | 2017 |
| Campeonato Pernambucano | Sport Recife     | Pernambuco   | 2017 |
| Campeonato Mineiro      | Atlético Mineiro | Minas Gerais | 2023 |
| Campeonato Mineiro      | Atlético Mineiro | Minas Gerais | 2024 |